# Una Lucy Fielding
Pour les articles homonymes, voir Fielding.
Una Lucy Fielding (20 mai 1888 - 11 août 1969) est une neuroanatomiste australienne. 

## Jeunesse et formation
Una Lucy Fielding naît à Wellington, en Nouvelle-Galles du Sud, d'un pasteur et écrivain anglican, Révérend Sydney Glanville Fielding, et de son épouse Lucy Frances (née Johnson). Aînée de six enfants, elle fréquente une école privée à Windsor avant de commencer à l'école Sainte-Catherine de Waverley en 1900. En 1907, elle remporte une bourse à l'Université de Sydney. Après avoir obtenu un baccalauréat ès arts (BA) en 1910, elle passe six ans à enseigner le français et l'anglais au Kelvin College (Neutral Bay) et à Ravenswood (Gordon)[réf. souhaitée].  
En 1919, elle retourne à l'Université de Sydney pour étudier la médecine, complétant un baccalauréat ès sciences (BSc) en 1919, puis un baccalauréat en médecine (MB) et enfin une maîtrise en chirurgie (ChM) en 1922. Elle travaille pendant ce temps comme démonstratrice à temps partiel au département d'anatomie, tutrice des résidentes médicales du Women's College et résidente médicale à l'hôpital pour enfants de Renwick. 

## Carrière
En juillet 1923, Fielding navigue vers Londres pour travailler comme démonstratrice au département d'anatomie de l'University College de Londres, où elle acquiert une réputation à la fois pour ses compétences et ses connaissances dans le domaine de la neurologie pratique. Elle est encouragée à étudier les monotrèmes (mammifères qui pondent des œufs) par le chef du département d'anatomie, Sir Grafton Elliot Smith, et en 1925, elle présente son premier article, sur la taupe marsupiale, à la Société anatomique de Grande-Bretagne et d'Irlande. 
Après un semestre passé à l'Université du Michigan, aux États-Unis, en 1927, elle est nommée professeur ad intérim d'histologie et de neurologie à l'Université américaine de Beyrouth de 1928 à 1929. Parallèlement, elle collabore à des publications sur les ovaires avec A.S. Parkes et Francis Brambell. 
De retour à Londres, elle travaille avec le chercheur et scientifique roumain Grigore T. Popa, découvrant le lien vasculaire entre l'hypothalamus et l'hypophyse. Fielding et Popa publient leurs résultats dans The Lancet et le Journal of Anatomy. À partir de 1928, le travail de Fielding à l'UCL comprend des conférences et des enseignements dans plusieurs sujets, dont la neurologie, l'anatomie et la physiologie du système nerveux. En 1935, elle est nommée lecteur en anatomie neurologique.  
Fielding espére publier un livre sur la neuroanatomie comparative et a créé une large collection de dessins détaillés et de notes. Mais au début de la Seconde Guerre mondiale elle doit organiser l'évacuation de tous les étudiants en médecine et du personnel de Londres. Elle perd tous ces dessins et ces notes sur son projet de livre dans un bombardement[réf. souhaitée]. 
En 1947, elle quitte l'Angleterre pour devenir professeur à l'Université Farouk 1 d'Alexandrie où elle commence à créer un département de neuroanatomie. Mais avec l'expulsion des expatriés, elle est forcée de quitter l'Égypte en 1952 et retourne à l'UCL. Elle enseigne au St Mary's Hospital and St Thomas's Hospital medical schools. 
Les quatre dernières années de sa carrière, elle nommée au Royal College of Surgeons pour réorganiser et résumer le catalogue 1902 de Grafton Elliot Smith sur le système nerveux. Elle est membre de la Fédération anglaise des femmes universitaires. Sa dernière publication est une analyse des cerveaux primaires de mammifères de l'Hunterian Museum. 
Elle décède le 11 août 1969, à l'âge de 81 ans. 

## Publications
- (en) Popa G.T., Fielding U., « Hypophysio-portal vessels and their colloid accompaniment », J Anat, vol. 67, no 227,‎ 1933 (PMID 17104419)
- (en) Popa GT & Fielding U., « The vascular link between the pituitary and the hypothalamus », The Lancet, vol. 216, no 5579,‎ 1930, p. 238-240